# Третья Пуническая война
Тре́тья Пуни́ческая война́ (кон. 149/нач. 148 — весна 146 до н. э.) — последняя из Пунических войн, в результате которой Карфаген был окончательно разрушен.

## Предыстория
За прошедшее со Второй пунической войны время силы Рима существенно возросли. В войнах были побеждены Македония, Селевкидская империя, поставлен в зависимость Египет. Однако Карфаген, хотя и лишившийся былого могущества, почти не имевший военных сил, вызывал беспокойство своим быстрым экономическим восстановлением. Этот, по-прежнему крупный торговый центр, создавал существенную конкуренцию римской торговле и римляне всемерно старались ослабить его. В качестве повода для объявления войны римляне использовали то, что по мирному договору карфагеняне все свои споры не могли решать военным путём, а должны были предоставлять на суд сената. Союзник Рима — нумидийский царь Массинисса, пользуясь этой ситуацией, когда карфагеняне по сути были лишены права на самозащиту, постоянно грабил и захватывал пунийские территории, и римляне не препятствовали ему в этом.
В работе комиссий, расследовавших эти конфликты, принимал участие Марк Порций Катон Старший. Участник войны с Ганнибалом, он с большим опасением смотрел на вновь накопленные богатства Карфагена. И, вернувшись в Рим, стал активнейшим сторонником полного уничтожения исконного врага (известно его выражение «Карфаген должен быть разрушен», которым он обычно завершал свои речи в сенате). Интересы Рима требовали того же и сенат поддержал эту идею. Найти повод было не трудно — своими нападениями Массинисса вывел карфагенян из себя и они оказали ему вооружённый отпор. Хотя карфагеняне и потерпели в этом случае поражение, именно такой формальный повод и был нужен Риму, чтобы уничтожить своего старинного врага.

## Ход войны
Римляне незамедлительно приготовились к войне. Пунийцы пытались предотвратить её всеми силами, они казнили глав антиримской партии и направили в Рим посольство. Но римская армия уже отплыла в Африку. 80 тысяч римских солдат высадились в Утике, которая сразу же перешла на сторону римлян.
Прежде всего консул Луций Марций Цензорин потребовал сдать всё вооружение, выдать 300 знатнейших граждан в качестве заложников и выпустить всех пленных. После выполнения этих требований консул огласил главное условие — город Карфаген должен быть уничтожен, все его жители должны выселиться, а новое поселение основано в любом другом месте, но на расстоянии не менее чем в 16 км (10 миль) от морского побережья. Такое условие означало, что карфагеняне на новом месте жительства будут лишены всякой возможности вести морскую торговлю, что было основой существования их города.
В Карфагене это требование встретили абсолютно непримиримо — граждане растерзали вестников и были полны решимости умереть, но не принимать этого ужасного условия. С целью выиграть время у римлян была выпрошена месячная отсрочка, и консул легко согласился на неё — он полагал, что после выдачи вооружения Карфаген стал совершенно беззащитен.
С сохранением полной секретности карфагеняне начали подготовку к обороне. Карфаген был прекрасной крепостью, за месяц граждане довели его обороноспособность до максимально возможного уровня и когда римская армия показалась под стенами города, консулы с удивлением увидели перед собой готового к бою врага. Штурм был отбит с большими потерями для римлян, отряды пунийской армии, которые покинули город, тревожили римлян своими набегами. Наконец, Массинисса был совсем недоволен желанием римлян закрепиться в Африке и не оказал им никакой поддержки.
Безуспешная осада длилась два года, пока командование римской армией не перешло к консулу Сципиону Эмилиану, который смог добиться перелома в войне. Проведя реорганизацию армии и восстановив ослабшую было дисциплину, он перешёл к активным действиям. Вскоре карфагеняне потеряли внешнюю стену, а гавань города была закрыта построенной римлянами дамбой. Но пунийцы прокопали новый канал и их суда неожиданно вышли в море. В ответ Сципион перекрыл и этот канал и окружил Карфаген внешней стеной, что обеспечило практически полную блокаду города и полностью отрезало его от поставок продовольствия. В результате в Карфаген пришёл голод, от которого погибло большинство горожан.
После взятия же римлянами крепости Неферис, обороной которой руководил Диоген, Карфаген остался без поддержки извне.
Весной 146 года до н. э. римляне штурмом ворвались в город, но ещё шесть дней шла ожесточённая битва. Через неделю уличных боёв в руках карфагенян осталась только крепость Бирса. Когда к Сципиону пришла оттуда просьба о капитуляции, он согласился даровать жизнь всем, кроме римских перебежчиков. Из крепости вышли вместе с женами и детьми 50 тысяч карфагенян (согласно сообщению Орозия, 55 000), все они были порабощены.
Командующий обороной Гасдрубал вместе с карфагенскими патриотами и римскими перебежчиками, которые не могли рассчитывать на пощаду, укрепился в храме Эшмуна, выстроенном на высокой скале. Тогда римляне решили выморить их голодом. Доведённые до крайности, осаждённые подожгли храм, чтобы не погибать от рук врага. Лишь Гасдрубал выбежал из храма и вымолил себе пощаду. 

## Итоги
Ликование в Риме было безгранично. Сенат постановил уничтожить город (Сципион был одним из немногих, кто выступал против этого). Карфаген был вновь подожжён и горел ещё 17 дней. По его территории была проведена борозда плугом, площадь навеки предана проклятию. Оставшаяся карфагенская территория была превращена в римскую провинцию Африка, столицей которой стала Утика. Для разграничения завоёванной территории от владений Нумидии римлянами был сооружён ров Fossa Regia.
Лишь 5 февраля 1985 года мэры Рима и Карфагена (Туниса) подписали символический мирный договор, что привело к формальному завершению конфликта, тем самым он юридически продлился 2131 год и его можно считать самой долгой войной в истории..